# Església Vella de Sant Pere (Corbera d'Ebre)
L'Església Vella de Sant Pere és una església del municipi de Corbera d'Ebre a la comarca de Terra Alta. És inclosa en l'Inventari del Patrimoni Arquitectònic de Catalunya i és enclós en el conjunt del Poble Vell de Corbera d’Ebre. Era al centre del poble vell que va ser destruït pels bombardaments aeris i l'artilleria de l'exèrcit franquista entre el 25 de juliol i el 16 de novembre de 1938.
Abandonat a l'intempèrie durant de molts anys, L'Associació del Poble Vell - Corbera d'Ebre (1994-2024) n'ha parat l'ocàs amb molt treball de voluntaris. Ara serveix com a sala d'esdeveniments.

## Descripció
És una església neoclàssica, de carreu, planta basilical rectangular, nau central i dos de laterals. Altar major i petites capelles, quatre trams i l'absis. Campanar quadrat de cantonades en xamfrà de tres cossos de totxo. Les voltes —avui perdudes— d'arestes i altres llocs en forma de cúpula i mitges cúpules. Les façanes laterals i posteriors són totalment planes de petites i escasses obertures. La principal resta dividida en tres parts i portalada neoclàssica de tres nivells a la central, per damunt d'ella un frontó de línies corbes i petita espadanya.

## Història
Al seu lloc hi havia una petita església romànica segons consta en un document de 1764 de l'Arxiu Parroquial de Corbera, en el qual s'insta a construir-ne una altra més grossa que finalement es va començar cap a la fi del segle xviii, amb els ‘diners d’Amèrica’. Hi ha documents del 1815 i 1819 on el bisbe de Tortosa Ros i Medrano parla de la construcció. Tenim constància d'un altre de 1825 del bisbe Damià Sàez. Durant la Guerra Civil del 1936 aquesta resta poc afectada., Quan es va construir la nova església de Sant Pere de Corbera dintre de la nova Corbera al pla, la mateixa fou abandonada i espoliada fins a deixar-la en l'estat ruïnós actual. El 2010 s'hi ha descobert una fossa comuna amb restes de sis a vuit individus, probablement sebollides durant la Guerra Civil.
L'Associació del Poble Vell - Corbera d'Ebre (1994-2024) n'ha parat l'ocàs. Va ser restaurada i ara acull esdeveniments artístics i culturals. Hi ha hagut dissensió entre l'associació i el consistori sobre la valorització i la conservació del poble vell i de l'església.